# Açude Realejo
O açude Realejo, está localizado no leito do riacho Carrapateiras, na região noroeste do Ceará. Foi concluído em 1980.